# Chicorée (boisson)
Pour les articles homonymes, voir Chicorée (homonymie).

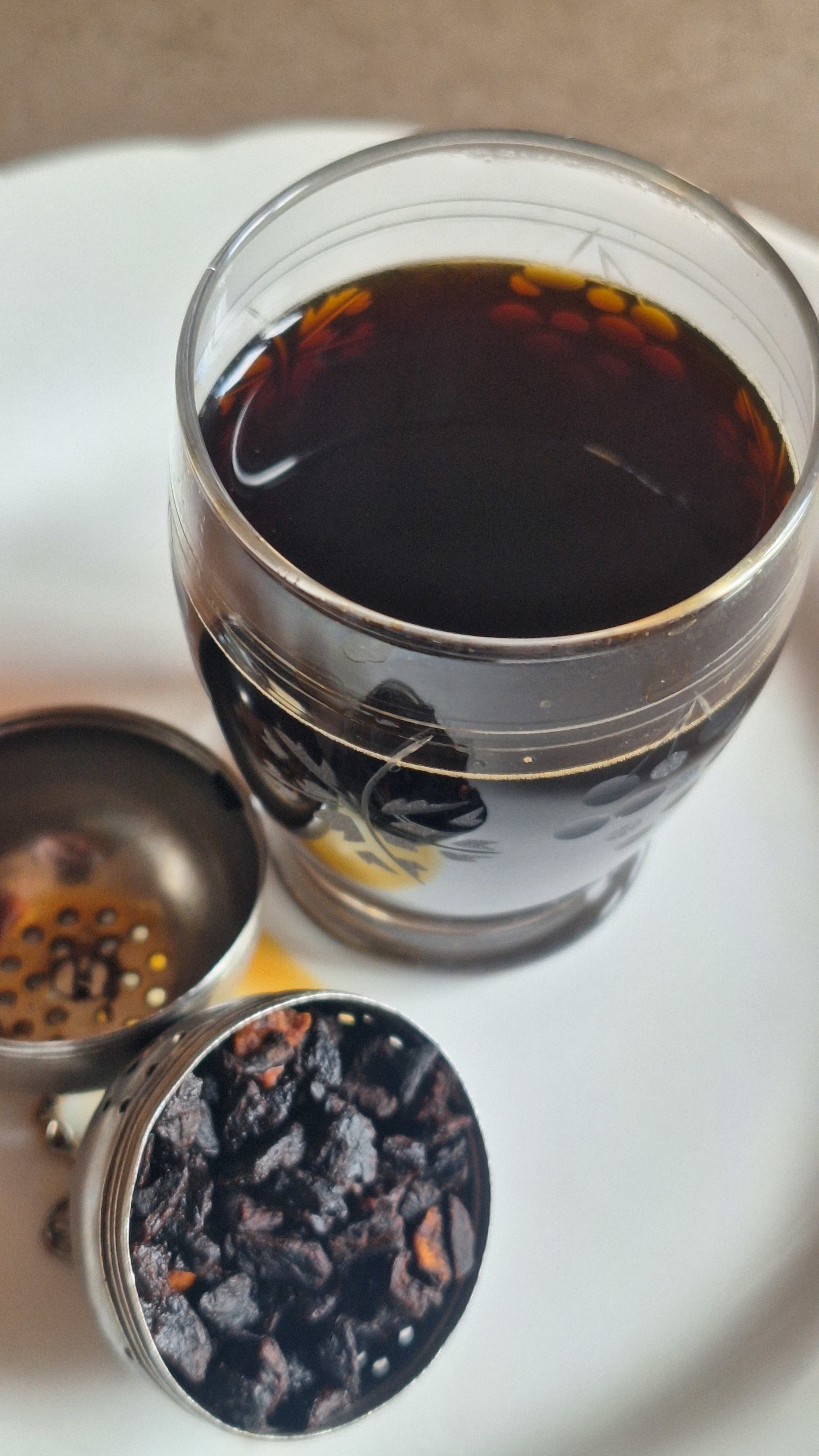
Tasse d'eau chaude infusée avec de la chicorée en grains

La chicorée est une boisson chaude ou froide issue d'une infusion de grains de chicorée industrielle déshydratés et torréfiés. Elle peut aussi être obtenue avec son extrait lyophilisé, la chicorée soluble, ou avec le concentré de chicorée liquide. Cette boisson peut être utilisée pure ou mélangée à du café.

## Culture
Cette boisson est obtenue à partir de la chicorée à café (Cichorium intybus subsp. intybus convar. Sativum), une plante bisannuelle en culture, avec des variétés sélectionnées en fonction du développement de la racine dont le volume est considérablement augmenté.
Les variétés cultivées sont des hybrides F1 (de 1re génération) issus de deux lignées, chicorée de Magdebourg, à feuilles larges, entières et chicorée Brunswick à feuilles très découpées, frisées.

## Transformation
La transformation des racines passe par plusieurs étapes pour obtenir au final des grains caramélisés au bon choix du torréfacteur. Dans un premier temps, la racine est lavée puis découpée en tranches d'environ 6 mm, nommées alors  cossettes. Ces grossiers fragments de racines possèdent alors 76 % d'humidité. Dans un second temps, afin de les conserver et les stocker, il est nécessaire de les déshydrater dans une touraille afin d'obtenir des cossettes possédant au maximum 10 % d'humidité. Dans un troisième temps, vient la torréfaction pour une caramélisation juste nécessaire au goût final choisi par le torréfacteur. Au final, le concassage et le tri permet d'obtenir des grains qui pourront être stockés et conditionnés pour la vente en vrac ou la fabrication industrielle de chicorée liquide concentrée ou déshydratée soluble .

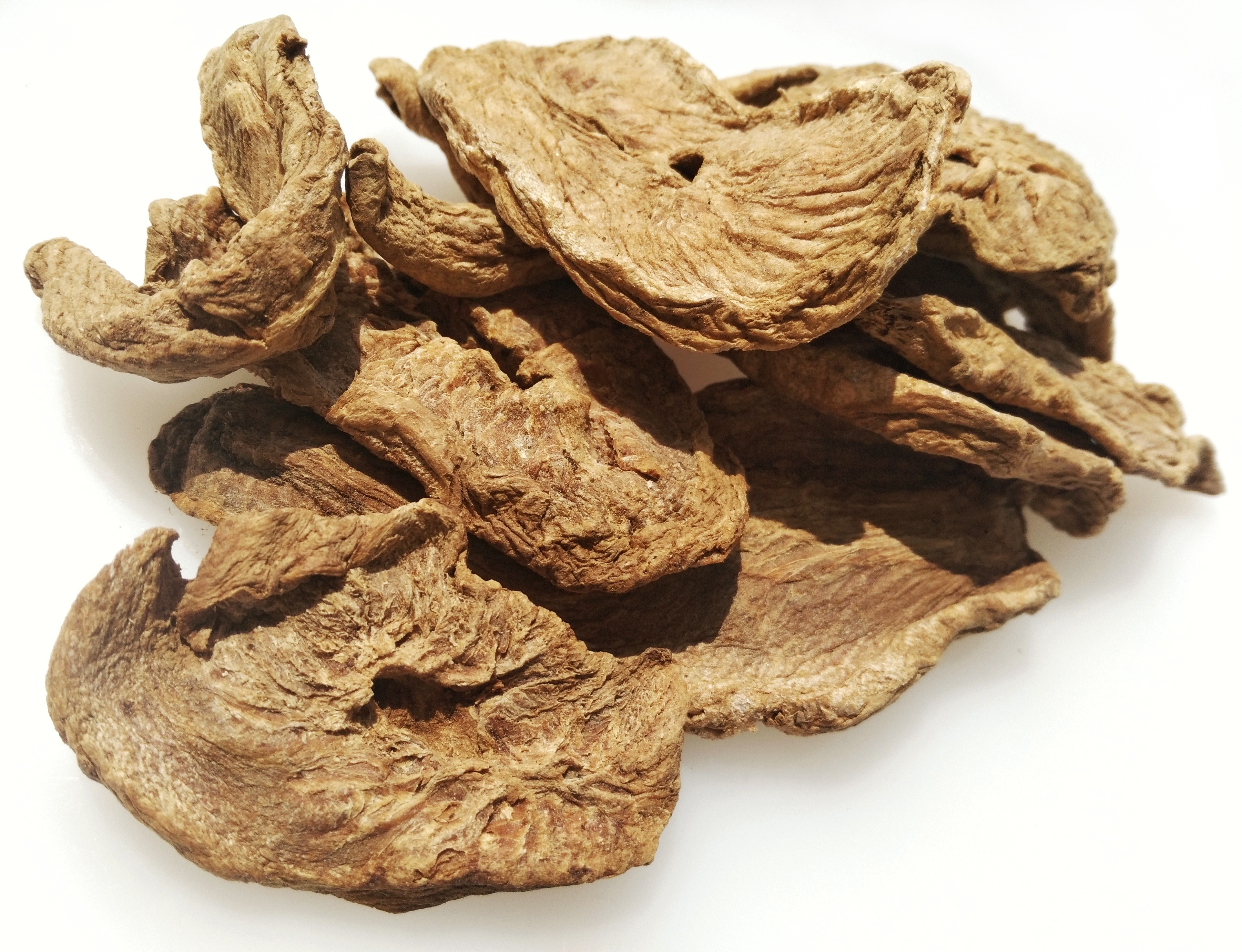
Cossettes de racines de chicorée déshydratées
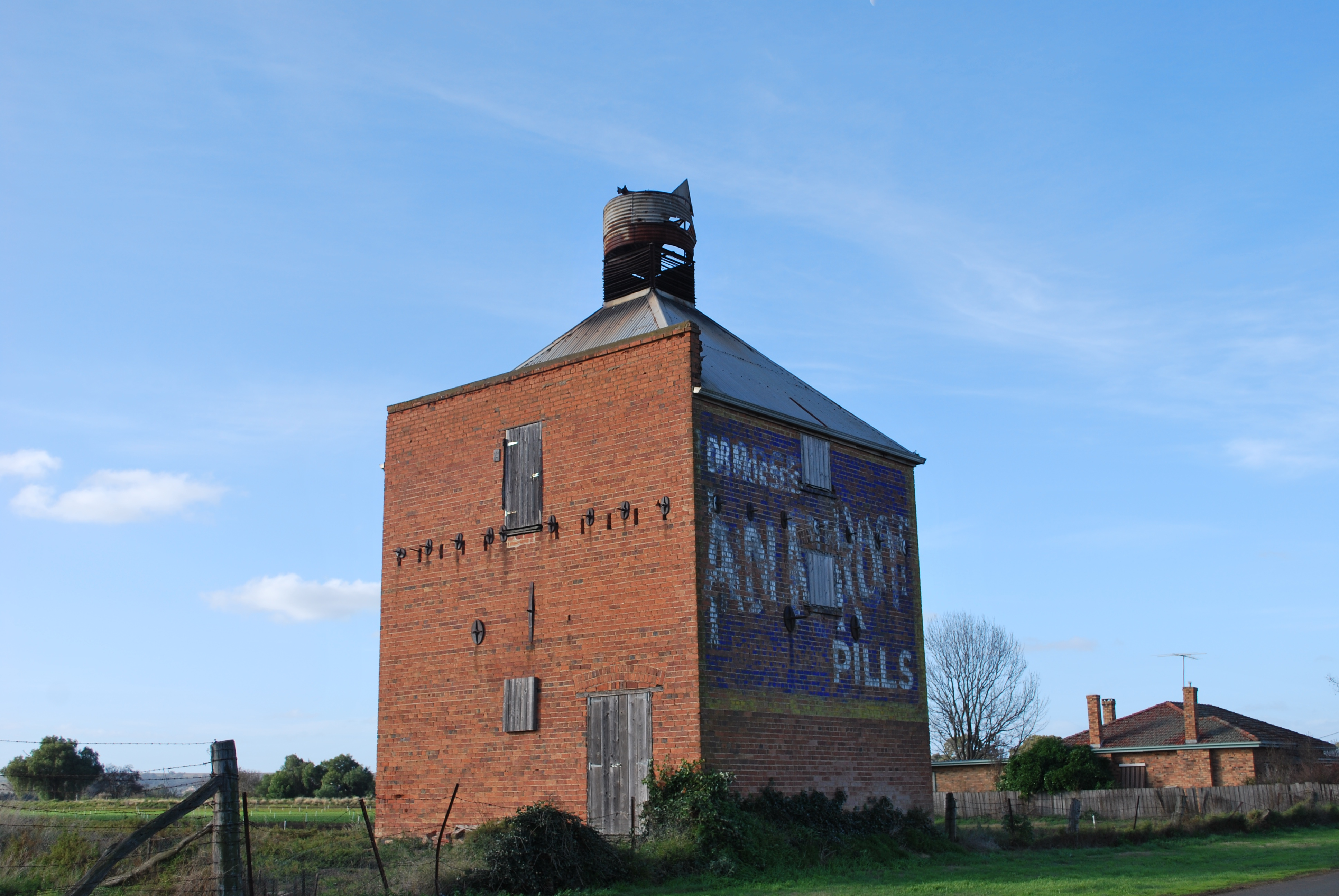
Ancienne Touraille ou four-séchoir à chicorée à Bacchus Marsh, au sud de l'Australie, datant de 1870
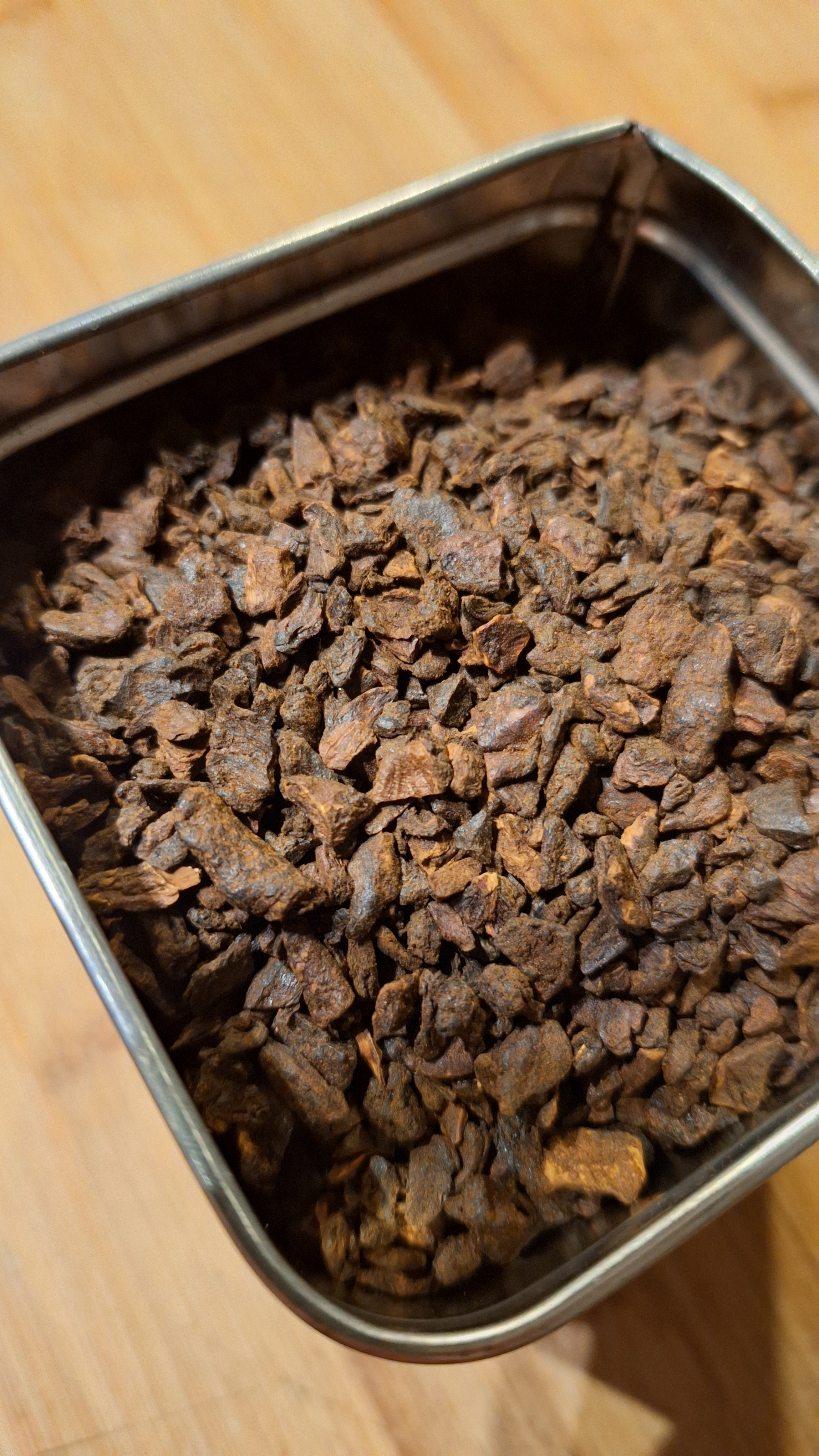
Racine de chicorée industrielle en grains déshydratés et torréfiés utilisée en infusion
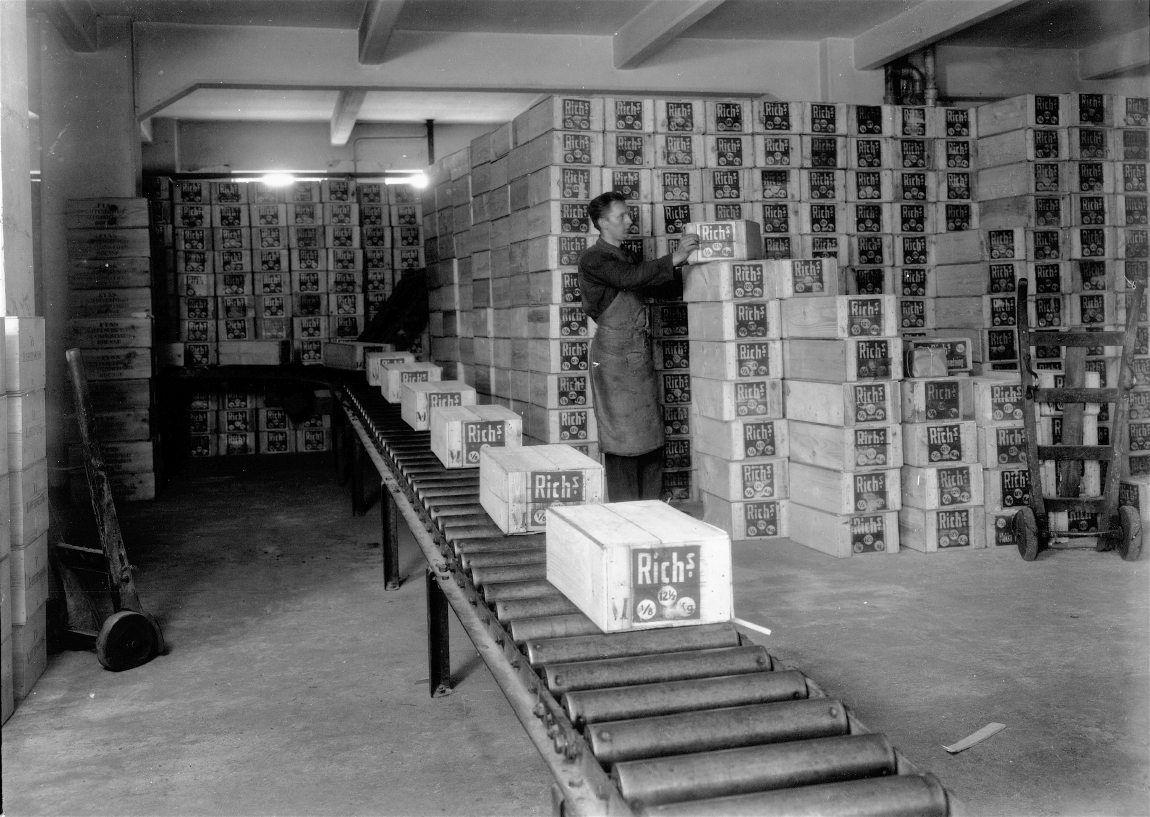
Empaquetage de chicorée en grains par le torréfacteur à Copenhague au Danemark en 1927

C'est au cours de la torréfaction que l'inuline est convertie en fructose puis caramélisée et l'intybine combinée avec le fructose donne sa saveur spécifique à la chicorée.

## Historique

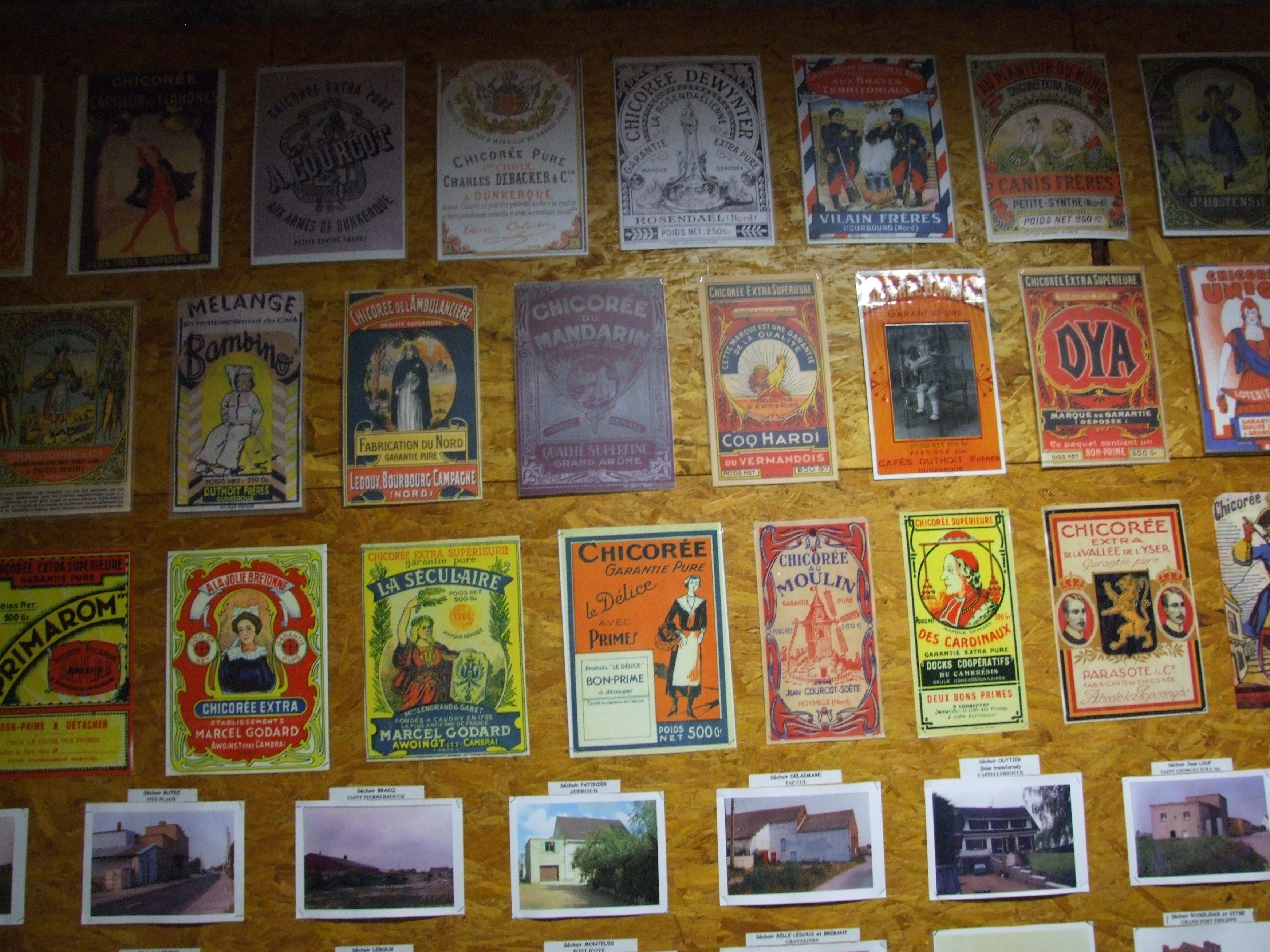
Étiquettes anciennes de paquets de chicorée torréfiée en grains

La chicorée figure dans l’Histoire naturelle de Pline l'Ancien qui indique la présence de la plante sauvage en Égypte où ses vertus apéritives étaient reconnues. Pline souligne en outre ses vertus médicinales. Galien, plus tard, la nomma l'amie du foie. C'est comme plante médicinale que la chicorée fut cultivée en Europe pendant tout le Moyen Âge.
L'utilisation de la chicorée comme substitut du café apparut d'abord aux Pays-Bas vers la fin du XVIIe siècle, puis se répandit dans le Nord de l'Europe : Angleterre, Prusse, Belgique, France. Elle a connu son véritable essor, particulièrement en France, mais aussi en Belgique et en Allemagne, au moment du blocus continental de 1806 qui provoqua une pénurie de café. La torréfaction de la racine permettait alors d'obtenir une boisson jugée meilleure que la décoction de racine séchée jusque-là en usage.
En Europe, la chicorée vint à être considérée comme le principal succédané de café lors des périodes de crise, notamment durant les deux conflits mondiaux où l'importation de cette denrée venue des tropiques fut rendue difficile.
En Inde, le café filtre indien nécessite de la chicorée.
En 2017, la production mondiale de racines de chicorée est estimée par l'Organisation des Nations unies pour l'alimentation et l'agriculture à près de 496 000 tonnes dont les deux tiers par la Belgique.
La chicorée à café est utilisée comme économiseur de café en l'ajoutant à la poudre à café non soluble[réf. souhaitée]. Elle peut être également consommée seule par les personnes qui apprécient son goût, intermédiaire entre celui du café au lait et celui du caramel.

## Commercialisation
Antérieurement commercialisée en paquets de chicorée sèche qui sera bouillie dans de l'eau ou du lait, elle l'est plus souvent actuellement sous forme de poudre soluble ou de concentré liquide.
En France, la chicorée Leroux a été commercialisée à partir de 1858, date de l'achat de la manufacture Herbo fils et cie par Jean-Baptiste-Alphonse Leroux. En 1871, l'entreprise s'est spécialisée dans la chicorée, et en 1899, apparaît sur les paquets l'image, encore présente, d'une Bretonne. La chicorée soluble est commercialisée en 1953 et la chicorée liquide en 1955. La chicorée Leroux est chef de file avec 96 % des parts du marché, et 80 000 tonnes transformées par an dont 41 % destiné à des industriels
Des produits de mélange de chicorée et de café comme Ricoré, commercialisé par Nestlé depuis 1953, ou de chicorée pure liquide, comme celle de Lutun, commercialisée par la marque Chicorée du Nord, sont disponibles en France.
Si la chicorée a depuis longtemps été consommée en Suisse, ce n'est pas Ricoré (pourtant fabriquée par une entreprise Suisse) qui détient le marché, mais la marque Incarom qui a conquis le marché local depuis 1957 et qui est un mélange de café (25%), chicorée (25%) et glucose (50%).

## Santé
Elle possède des vertus médicinales prometteuses. Elle favorise certaines bactéries du microbiote intestinal au détriment d’autres, permettant d’accroître la sécrétion d’hormones de satiété, jouant un rôle important dans la prévention de l’obésité. L’inuline qu’elle contient intervient positivement sur la réponse immunitaire de l’organisme et a un rôle potentiel dans la prévention du cancer du côlon (H. Willeman1, 2016).
De nos jours, la chicorée à café est également cultivée pour la fabrication d'inuline (dont on tire un édulcorant) et de l'amidon à usage diététique. 